# Dorcadion olympicola
Dorcadion olympicola là một loài bọ cánh cứng trong họ Cerambycidae.